# Phoenix of RISE Championship
Le Phoenix of RISE Championship est un championnat de catch (lutte professionnelle) utilisé par la Rise Wrestling (RISE). Il est créé le 10 novembre 2016 où Angel Dust bat Britt Baker, Delilah Doom et Kate Carney en finale d'un tournoi. Depuis sa création, ce titre a été détenu par huit catcheuses et a été vacant une fois.

## Histoire
Le tournoi pour désigner la première championne Phoenix of RISE a lieu le 10 novembre 2016. Il y a d'abord une bataille royale pour désigner deux des participantes du premier tour auquel participe :
- Britt Baker[1]
- Nicole Matthews[1]
- Faye Jackson[1]
- Gemma Cross[1]
- Jawsolyn[1]
- Kiera Hogan[1]
- Layne Rosario[1]
- MJ Jenkins[1]
- Paige Turner[1]
- Paloma Starr[1]
- Phoebe[1]
- Skylar Slice[1]

Britt Baker et Nicole Matthews se qualifient en étant les dernières sur le ring et s'affrontent plus tard dans la soirée. Trois autres combats ont lieu afin de désigner les autres finalistes.
| # | Championne        | Régnes | Date             | Durée                    | Lieu                  | Notes                                                                                                   | Réf   |
| - | ----------------- | ------ | ---------------- | ------------------------ | --------------------- | --- | ----- |
| 1 | Angel Dust        | 1      | 10 novembre 2016 | 4 mois et 1 jour         | Berwyn (Illinois)     | Elle bat Britt Baker, Delilah Doom et Kate Carney en finale d'un tournoi.                               | [ 1 ] |
| 2 | Shotzi Blackheart | 1      | 11 mars 2017     | 7 mois et 30 jours       | Cleveland (Ohio)      | Au cours d'un spectacle de l'Absolute Intense Wrestling.                                                | [ 2 ] |
| 3 | Delilah Doom      | 1      | 10 novembre 2017 | 7 mois et 24 jours       | Berwyn (Illinois)     | Elle remporte un match à six à élimination comprenant aussi Dust, Kikyo, Britt Baker et Deonna Purrazzo | [ 3 ] |
| - | Vacant            | 1      | 4 juillet 2018   | 3 jours                  | NC                    | À la suite d'une fracture à la cheville de Doom.                                                        | [ 4 ] |
| 4 | Tessa Blanchard   | 1      | 7 juillet 2018   | 6 ans, 8 mois et 7 jours | Naperville (Illinois) | Elle bat Mercedes Martinez                                                                              | [ 5 ] |
| 5 | Mercedes Martinez | 1      | 19 octobre 2018  | 5 mois et 10 jours       | Berwyn (Illinois)     | Dans un Iron Man match de 75 minutes.                                                                   | [ 6 ] |
| 6 | Kylie Rae         | 1      | 29 mars 2019     | moins d’un jour          | Berwyn (Illinois)     | Dans un No ropes submission match.                                                                      | [ 7 ] |
| 7 | Zoe Lucas         | 1      | 29 mars 2019     | 4 mois et 12 jours       | Berwyn (Illinois)     | | [ 7 ] |
| 8 | Big Swole         | 1      | 10 août 2019     | 5 ans, 7 mois et 4 jours | Toronto Canada        | | [ 8 ] |